# Santa María Guienagati
Santa María Guienagati är en kommun i Mexiko.   Den ligger i delstaten Oaxaca, i den sydöstra delen av landet, 500 km sydost om huvudstaden Mexico City.
Följande samhällen finns i Santa María Guienagati:
- Lachiguxé
- Nizavighana
- Colonia Cheguigo